# Rin Aoki
Rin Aoki (en japonés: 青木りん; romanizado: Aoki Rin) (Yamagata, 28 de febrero de 1985) es una actriz, AV Idol, modelo erótica, bailarina y gravure idol japonesa.

## Vida y carrera

### Gravure Idol
Natural de la prefectura de Yamagata, nació en febrero de 1985. Debutó en Harajuku como modelo de huecograbado (gravure idol) en 2002, a la edad de 17 años. Su primer vídeo de huecograbado, Burst, apareció en 2003 y pronto se convirtió en una de las gravure idols más populares del país. Tras dos años como modelo, Aoki decidió ingresar a la industria del entretenimiento para adultos, firmando con la importante compañía japonesa de audio y video S1 No. 1 Style, una del grupo de compañías Hokuto Corporation. Su contrato le garantizaba un salario estimado de 13 millones de yenes (alrededor de 166 000 dólares en ese momento) por película, una suma muy por encima del promedio incluso para los mejores AV Idols.

### Carrera como actriz AV
Su primera producción audiovisual con S1 No. 1 Style, K-cup Active Idol Risky Mosaic, apareció en mayo de 2006 y fue dirigida por Hideto Aki, quien también dirigió la mayoría de sus videos posteriores con el estudio. Dice expresó mostrarse cómoda con su primer trabajo audiovisual, pero le dio vergüenza mostrar sus partes íntimas, referente a sus pezones, al ser pequeños y de color pálido. Después de grabar alrededor de diez videos originales con S1 en casi un año, dejó el estudio junto con Maria Ozawa y otras actrices para unirse a la empresa emergente DAS. A diferencia de S1, que se especializaba en un tipo de pornografía softcore con escenas de sexo entre chicos y chicas en su mayoría sencillas, los videos de DAS se aventuraron en áreas más extremas como la violación simulada, el creampie o la lluvia dorada. Aoki protagonizó el primer video de la serie DAS DASD-001, 20 Shots Creampie!, estrenada el 25 de abril de 2007. Llegó a realizar varias películas con DAS, incluido su primer papel interracial en la serie Black Gang Rape.
En agosto de 2008, Aoki estaba con un nuevo estudio de puesta en marcha, OPPAI, que publicitó su primer video para ellos, 108 cm Kcup Rin, con un evento de firmas y modelos. En los años siguientes continuó grabando para este estudio, apareciendo también en vídeos para otros como Attackers o Ranmaru, entre otros. Ya en la década de 2010, Aoki llegó a convertirse en una prolífica actriz independiente que apareció y actuó con muchos estudios diferentes, desde Venus y Wanz Factory hasta Madonna. A fecha de 2020 llegó a aparecer en más de 500 películas para adultos.

### Popularidad y reconocimiento
Aoki es uno de los últimos ejemplos del género muy popular de modelos "Big-Bust" en la industria audiovisual japonesa que se remonta a Kimiko Matsuzaka. Como medida de su popularidad en Japón, la lista de las 100 mejores actrices por ventas del sitio web de DMM muestra que Aoki ocupó el puesto número 3 en 2006 y el puesto 9 en 2007.
Aoki tuvo una pequeña aparición previa en el video de compilación de S1 Hyper - Barely There Mosaic, con otras AV Idols como Sora Aoi, Yua Aida, Yuma Asami, Maria Ozawa y Honoka, que ganaron el AV Open de 2006, competición entre los estudios porno japoneses.
En la séptima edición anual de los premios Takeshi Kitano Entertainment Awards de 2006, patrocinados por el tabloide japonés Tokyo Sports, Aoki fue honrada con el premio Star AV Actress Award.